# St. Maria (Humprechtsau)

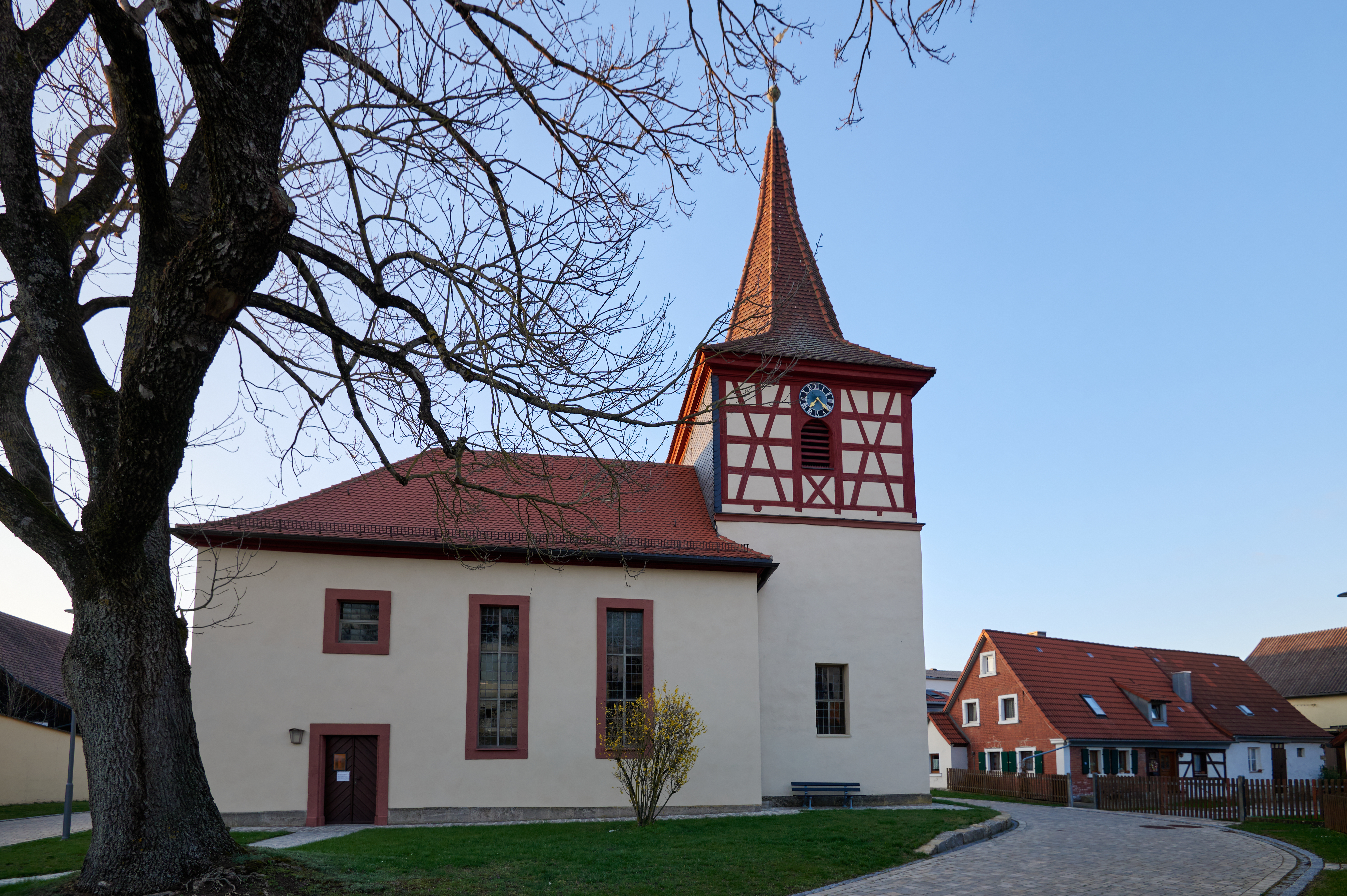
St. Maria in Humprechtsau

Die evangelische, denkmalgeschützte Pfarrkirche Filialkirche St. Maria steht in Humprechtsau, einem Gemeindeteil der bayerischen Stadt Bad Windsheim im mittelfränkischen Landkreis Neustadt an der Aisch-Bad Windsheim. Das Bauwerk ist unter der Denkmalnummer D-5-75-112-258 als Baudenkmal in der Bayerischen Denkmalliste eingetragen. Die Kirche gehört zur Tiefgrundpfarrei im Dekanat Bad Windsheim im Kirchenkreis Ansbach-Würzburg der Evangelisch-Lutherischen Kirche in Bayern.

## Beschreibung
Das untere Geschoss des Chorturms der Saalkirche wurde in der ersten Hälfte des 15. Jahrhunderts gebaut. Um 1600 wurde er mit einem Geschoss aus teilweise verschiefertem Holzfachwerk, das die Turmuhr und den Glockenstuhl beherbergt, aufgestockt und mit einem sechsseitigen Knickhelm bedeckt. Das Langhaus mit drei Jochen ist mit einem im Westen abgewalmten Satteldach bedeckt. Die Sakristei wurde unter einem Pultdach an der Nordseite des Chorturms angebaut.
Der Chor, das heißt das Erdgeschoss des Chorturms, ist mit einem Kreuzrippengewölbe überspannt, das Langhaus mit einer Flachdecke. Die Brüstungen der umlaufenden Emporen sind bemalt. Die Kanzel wurde um 1600 aufgestellt.